# Џава (Јужна Дакота)
Џава (енгл. Java) град је у америчкој савезној држави Јужна Дакота.

## Демографија
По попису из 2010. године број становника је 129, што је 68 (-34,5%) становника мање него 2000. године.
| Група             | 2000.       | 2010.       |
| Белци             | 189 (95,9%) | 120 (93,0%) |
| Афроамериканци    | 0 (0,0%)    | 0 (0,0%)    |
| Азијати           | 0 (0,0%)    | 0 (0,0%)    |
| Хиспаноамериканци | 0 (0,0%)    | 0 (0,0%)    |
| Укупно            | 197         | 129         |